# Silnice II/526 (Slovensko)
Silnice II. třídy 526 (II / 526) je silnice II. třídy na Slovensku v Banskobystrickém a Košickém kraji. Její celková délka je 164,273 km.

## Průběh
Jedna z nejdelších silnic II. třídy začíná v okrese Krupina na křižovatce se silnicí I/66 u obce Devičie a pokračuje křižovatkami sse silnicemi III/2560 a III/2570. Silnice pokračuje obcí Bzovík, kde se kříží s III/2564. Dále následuje křížení s III/2565, III/2570, III/2573, III/2572, a opět s III/2570. První úsek končí na křižovatce s II/527 a III/2462 v obci Senohrad. 
Druhý úsek začíná v obci Stará Huta křižovatkou s II / 591. Dále následují křížení s III / 2645 a III / 2695 a následně cesta přichází do Podkriváňa, kde se napojuje na I / 16. Následuje peáž s touto silnicí, která končí v sousední obci Kriváň. II / 526 pokračuje přes Korytárky do Hriňové, kde se nachází křižovatka s II / 529. Následují Detvianska Huta a Látky a mezitím křižovatky s III / 2715, III / 2722, III / 2724. Cesta přichází přes sedlo Prašivá do obce Kokava nad Rimavicou, kde se křižuje s II / 595. Potom následuje stoupání na vrch Chorepa, za ním klesání do obce Klenovec. Tam se křižuje s III / 2767 a pokračuje do města Hnúšťa, kde křižuje cestu I / 72. Dále následují křížení s III / 2780, III / 2747, III / 2768, III / 2756, III / 2755 a III / 2753 v Ratkové. Potom následuje křižovatka s III / 2823 a III / 2844 v obci Sirk, III / 2835 a III / 2825 v obci Nandraž. Následně přichází do města Jelšava, kde se dvakrát po krátké peáži křižuje s II / 532 a III / 2826. Dále, už v košickém kraji, následuje křižovatka s III / 3037 a následně s II / 587, se kterou jde II / 526 krátce v peáži. Odpojí se od ní v Štítniku a pokračuje křižením s III / 3045 a vstupem do Rožňavské Bane kde na křižovatce s silnicí I / 67 komunikace končí.
Mezi prvním a druhým úsekem II / 526 se nachází vojenský výcvikový prostor Lešť a tento úsek je uzavřen.